# كيب الغربية
هي إحدى محافظات جنوب أفريقيا حيث تم تشكيلها في عام 1994م وتنقسم إلى 24 بلدية.

## توأمة
لكيب الغربية اتفاقيات توأمة مع:
- بافاريا

## أعلام
- أوسكار نابير
- ديفيد كارستينز